# Siuda Baba

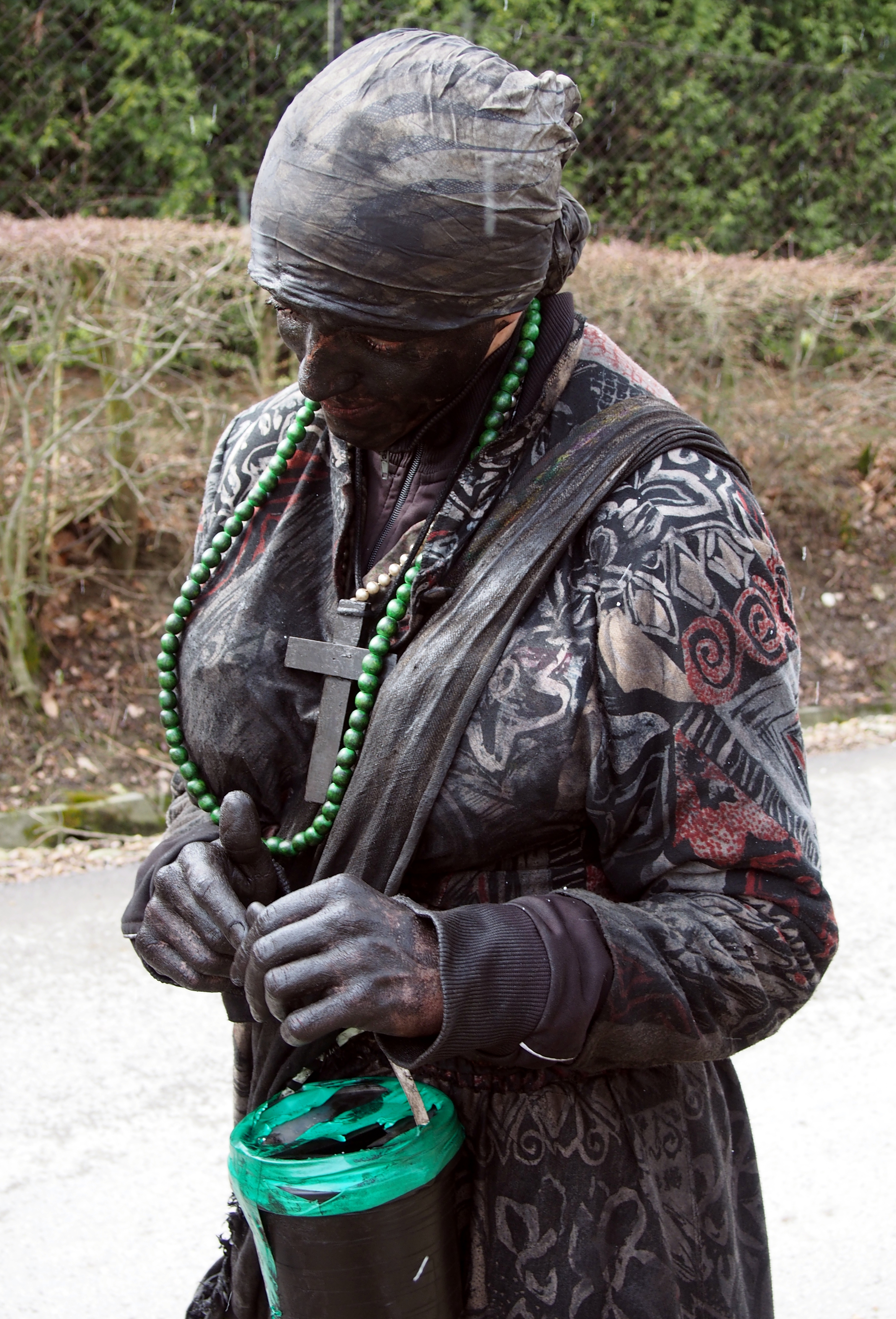
Siuda Baba in Lednica Górna, 2015

Siuda Baba ist ein polnischer Osterbrauch. Er findet alljährlich am Ostermontag statt. In Polen wird noch sehr an aus der slawischen Mythologie stammenden Ostertraditionen festgehalten. Derzeit wird er vor allem in den ländlichen Regionen der Beskiden um Krakau begangen.
Die Siuda Baba ist ein als Frau verkleideter Mann, der sich in Lumpen kleidet und mit Pech beschmiert. Zusammen mit Personen in Volkstrachten oder in Kleidern der Roma geht die Siuda Baba von Haus zu Haus, um um Gaben zu bitten und junge Frauen mit Pech und Ruß zu beschmieren.

## Herkunft
Der Brauch soll eine heidnische Priesterin darstellen, die das heilige Feuer bewacht. Sie soll zu Frühjahrsbeginn eine Nachfolgerin suchen, die für das nächste Jahr das Feuer hüten soll. Die Priesterin ist schwarz vom Feuerqualm. 